# عبد الرحمن الفار (عزبة)
عزبة عبد الرحمن ، عزبة تابعة لقرية الصافيه التابعة لمركز دسوق، التابع لمحافظة كفر الشيخ في جمهورية مصر العربية.  ويطلق عليه كفر أبو حسن